# 쿠키 클리커
쿠키 클리커(Cookie Clicker)는 프랑스의 프로그래머 줄리앙 "오르테유" 티에노가 만든 2013년 증분형 게임이다. 사용자는 처음에 화면에서 큰 쿠키를 클릭하여 클릭당 하나의 쿠키를 얻는다. 그런 다음 획득한 쿠키를 사용하여 자동으로 쿠키를 생성하는 "커서" 및 기타 "건물"과 같은 자산을 구매할 수 있다. 업그레이드도 가능하며 사용자가 다양한 방법으로 쿠키를 얻을 수 있는 많은 메커니즘 중에서 클릭 및 건물의 효율성을 향상시킬 수 있다. 이 게임에는 전통적인 엔딩이 없다.
이 게임에는 열성적인 팬층이 있다. 원래 버전은 하룻밤 만에 코딩되었지만 쿠키 클리커는 정기적으로 업데이트된다. 중독성이 있다고 널리 알려져 있으며 방치형 게임의 출현에 중요한 역할을 한 것으로 알려져 있다.

## 게임플레이
처음에 플레이어는 큰 쿠키를 클릭하여 클릭당 하나의 쿠키를 얻는다. 이 쿠키를 통해 플레이어는 커서, 할머니, 농장, 광산, 공장, 은행, 사원 등 자동으로 쿠키를 생성하는 여러 생산 수단을 추가로 구입할 수 있다. 가격은 기하급수적으로 증가하며 각 자산의 가격은 동일한 유형의 마지막 구매 자산보다 15% 더 높다. 플레이어는 업그레이드를 구매하여 이러한 건물의 쿠키 생산량을 늘릴 수도 있다. 무작위 위치에 나타났다가 몇 초 후에 사라지는 작은 쿠키인 황금 쿠키는 주기적으로 나타나며, 사라지기 전에 클릭하면 일시적인 생산 속도 증가 등의 효과를 부여한다.
특정 수의 쿠키를 획득한 후 플레이어는 '승천'할 수 있으며 진행 상황은 사라지지만 천국의 칩과 명성 수준을 얻을 수 있다. 프레스티지 레벨은 향후 플레이에서 쿠키 생산 속도를 영구적으로 향상(레벨당 +1%)하며, 천상의 칩은 다양한 프레스티지 업그레이드에 사용될 수 있다. 그러나 다음 명성 레벨을 잠금 해제하는 데 필요한 쿠키의 수는 레벨 큐브에 비례하여 증가하며 더 많이 획득할수록 획득하기가 더 어려워진다. 다른 게임 메커니즘으로는 "링클러"(쿠키 생산을 줄이지만 클릭하면 터뜨릴 수 있고 흥미를 갖고 소화한 모든 쿠키를 반환할 수 있는 기이한 짐승), 쿠키 드래곤 크럼블로, 미니 게임, 설탕 덩어리(쿠키 생산을 완료하는 데 24시간이 소요됨) 등이 있다. 합쳐져 건물 레벨을 올리고 생산 속도를 높이는 데 사용된다.) 성과는 생산된 총 쿠키 수에 도달하거나, 특정 유형의 건물을 특정 수 소유하거나, 황금 쿠키를 특정 수 클릭하는 등 다양한 작업 또는 목표를 완료하여 획득할 수 있다. 특정 수의 업적에 도달하면 플레이어는 쿠키 아래에 나타나는 다양한 색상의 우유를 잠금 해제한다. "새끼 고양이" 업그레이드를 통해 플레이어는 총 성과에 따라 추가 생산량을 얻는다. 또한 각 휴일 동안 더 많은 업그레이드와 쿠키를 잠금 해제할 수 있는 계절 이벤트가 발생한다.
이 게임은 기하학적 또는 기하급수적인 성장을 특징으로 한다. 플레이어는 개별 쿠키를 굽는 것으로 시작하지만 빠르게 수십억 개의 쿠키에 도달할 수 있으며 결국에는 120배(1039) 이상의 쿠키에 도달할 수 있다. 게임에는 명확한 결말이 없지만 600개가 넘는 업적이 있으며 사용자는 쿠키 수에 도달하는 것을 목표로 할 수 있다.